# Sugarloaf Peak Lookout
Ne doit pas être confondu avec District historique de Sugarloaf Fire Tower.
Le Sugarloaf Peak Lookout est une tour de guet du comté de Chelan, dans l'État de Washington, dans le nord-ouest des États-Unis. Situé à 1 772 mètres d'altitude dans les monts Entiat, il est protégé au sein de la forêt nationale de Wenatchee. Il est par ailleurs inscrit au Registre national des lieux historiques depuis le 27 décembre 1990.